# Leonid Sobinov
Pour les articles homonymes, voir Leonid Sobinov (homonymie).
Leonid Vitalievitch Sobinov (en russe : Леонид Витальевич Собинов) est un chanteur d’opéra russe (ténor) né à Iaroslavl le 7 juin 1872 et mort à Riga le 14 octobre 1934.

## Biographie
En 1890, il entre à la faculté de droit de l’université impériale de Moscou. Après avoir terminé ses études en 1894, il devient adjoint du célèbre avocat russe Fiodor Plevako, mais s’intéresse beaucoup au chant. À l’université il participe à un chœur et continue dès 1892 ses études au Collège musical et dramatique de la Société Philharmonique Russe. Il débute dès 1893 dans des rôles mineurs donnés par une troupe italienne. En 1897 il est admis au théâtre Bolchoï où il débute par un grand succès, chantant le rôle de Sinodal dans Le Démon d'Anton Rubinstein. Quelque temps plus tard, des rôles majeurs lui sont confiés tels que Lenski, le duc de Mantoue, Lohengrin, Werther, Alfredo et bien d’autres. Il commence à faire des tournées et se produit souvent à Saint-Pétersbourg, Milan, Monte-Carlo, Berlin ou Madrid. Il est reçu fréquemment au salon de Margarita Morozova.
Après la révolution d’Octobre, on lui propose d’émigrer mais il refuse. Il est nommé directeur du théâtre Bolchoï mais continue parallèlement sa carrière de chanteur en donnant plusieurs concerts dans différentes villes en Russie ou à l’étranger. En 1921, il collabore avec Constantin Stanislavski et devient alors aussi metteur en scène.
Sobinov est un des plus grands chanteurs d’opéra russe. Il possède une voix timbrée ainsi qu'une grande maîtrise musicale et scénique. Ses rôles les plus emblématiques sont Lohengrin et Lenski.
Le conservatoire de Saratov a reçu le nom de Leonid Sobinov en 1935.

## Adresses
- De 1915 à 1929, 8 rue Tchaïkovski (Pétrograd, puis Léningrad).